# Mirja Kvaavik Bartley
Ulla Mirja Orvokki Kvaavik Bartley, född Kenttämö 11 november 1938 i Helsingfors, död 19 augusti 2021 i Sankt Matteus distrikt i Stockholm, var en svensk-finländsk direktör. 
Kvaavik Bartley avlade civilekonomexamen i Helsingfors 1960 och studerade därefter i USA. Hon var 1980–1999 VD för Sveriges Bostadsrättsföreningars Centralorganisation, som 1987 bytte namn till SBC-BO och senare blev SBC Sveriges Bostadsrättscentrum AB.
Efter ett upplöst äktenskap med direktören Birger Kvaavik gifte hon sig 1981 med Osborne Bartley.
Hon invaldes 1995 som ledamot av Ingenjörsvetenskapsakademien.